# Comuna Valea Ciorii, Ialomița
Valea Ciorii (în trecut, Murgeanca) este o comună în județul Ialomița, Muntenia, România, formată din satele Bucșa, Dumitrești, Murgeanca și Valea Ciorii (reședința).

## Așezare
Comuna se află în partea de nord-est a județului, la limita cu județul Brăila, pe malul stâng al râului Strachina, un afluent al Ialomiței, care formează pe teritoriul comunei Lacul Strachina. Prin comună trece șoseaua națională DN21A, care leagă Țăndărei de Bărăganul (județul Brăila; unde se termină în DN21). Lângă satul Murgeanca, din această șosea se ramifică șoseaua județeană DJ203F, care duce spre vest la Scânteia (unde se intersectează cu DN21) și Grivița (unde se termină în DN2C). Comuna este traversată, de-a lungul drumului național, și de calea ferată Făurei-Țăndărei-Fetești, pe care este deservită de stația Murgeanca.

## Demografie
Componența etnică a comunei Valea Ciorii
     Români (92,32%)
     Alte etnii (0,44%)
     Necunoscută (7,24%)
Componența confesională a comunei Valea Ciorii
     Ortodocși (90,67%)
     Alte religii (0,19%)
     Necunoscută (9,14%)
Conform recensământului efectuat în 2021, populația comunei Valea Ciorii se ridică la 1.575 de locuitori, în scădere față de recensământul anterior din 2011, când fuseseră înregistrați 1.855 de locuitori. Majoritatea locuitorilor sunt români (92,32%), iar pentru 7,24% nu se cunoaște apartenența etnică. Din punct de vedere confesional, majoritatea locuitorilor sunt ortodocși (90,67%), iar pentru 9,14% nu se cunoaște apartenența confesională.

## Politică și administrație
Comuna Valea Ciorii este administrată de un primar și un consiliu local compus din 11 consilieri. Primarul, Mihaela Roșu[*], de la Partidul Social Democrat, este în funcție din 1 noiembrie 2024. Începând cu alegerile locale din 2024, consiliul local are următoarea componență pe partide politice:
|  | Partid                    | Consilieri | Componența Consiliului | Componența Consiliului | Componența Consiliului | Componența Consiliului | Componența Consiliului | Componența Consiliului | Componența Consiliului |
|  | ------------------------- | ---------- | ---------------------- | ---------------------- | ---------------------- | ---------------------- | ---------------------- | ---------------------- | ---------------------- |
|  | Partidul Social Democrat  | 7          |                        |                        |                        |                        |                        |                        |                        |
|  | Partidul Național Liberal | 3          |                        |                        |                        |                        |                        |                        |                        |
|  | Alianța Dreapta Unită     | 1          |                        |                        |                        |                        |                        |                        |                        |

## Istorie
La sfârșitul secolului al XIX-lea, comuna purta numele de Murgeanca, făcea parte din plasa Ialomița-Balta a județului Ialomița și era formată din satele Murgeanca, Dumitrești și Pribegi, cu o populație totală de 1249 de locuitori. În comună funcționau o școală mixtă cu 38 de elevi (dintre care 13 fete) și o biserică. Anuarul Socec din 1925 consemnează comuna Murgeanca în plasa Țăndărei a aceluiași județ, cu o populație de 1821 de locuitori, în satele Murgeanca, Dumitrești, Bucșa și Valea Ciorii. Comuna și-a luat numele de Valea Ciorii în 1931, după noua reședință.
În 1950, a fost transferată raionului Slobozia din regiunea Ialomița și apoi (după 1952) din regiunea București. În 1968, ea a revenit la județul Ialomița, reînființat.

## Economie
Comuna Valea Ciorii, din Ialomița, este singura localitate din județ declarată de Guvernul României drept zonă defavorizată.